# Evacanthus breviceps
Evacanthus breviceps är en insektsart som beskrevs av Matsumura 1912. Evacanthus breviceps ingår i släktet Evacanthus och familjen dvärgstritar. Inga underarter finns listade i Catalogue of Life.